# Ulf Lagerkvist
Ulf Gudmund Lagerkvist, född 4 augusti 1926 i Fiskebäckskil, död 30 juni 2010 i Göteborg, var en svensk biokemist och författare. Han var professor vid institutionen för medicinsk och fysiologisk kemi vid Göteborgs universitet.
Lagerkvist invaldes 1983 som ledamot av Kungliga vetenskapsakademien i dess klass för kemi som årligen utser nobelpristagare i ämnet. Han var författare till ett tiotal böcker, dels om sin far Pär Lagerkvist, dels populärvetenskapliga böcker i ämnet biokemi. Han publicerade sig i åtskilliga vetenskapliga sammanhang och utkom 1999 med boken KI och kampen mot universiteten.
Han var gästforskare i början på 1960-talet vid universitetet i Stanford. Han forskade där om nukleinsyrornas roll i proteinsyntesen och mekanismer för korrekt avläsning av den genetiska koden. 
Ulf Lagerkvist var tvillingbror till regissören Bengt Lagerkvist samt son till författaren Pär Lagerkvist och Elaine, född Hallberg.